# Jovana Milojević
Jovana Milojević (în sârbă Јована Милојевић; n. 24 iulie 1992, Sremska Mitrovica, Republica Serbia, Serbia) este o handbalistă din Serbia care evoluează pe postul de pivot pentru clubul românesc CSM Iași 2020 și echipa națională a Serbiei.

## Palmares
- Liga Campionilor:
  - Grupe: 2024

- Liga Europeană:
  - Grupe: 2022
  - Turul 3: 2023

- Cupa EHF:
  - Turul 3: 2015
  - Turul 2: 2018, 2019, 2020

- Cupa Challenge:
  - Optimi de finală: 2012, 2016

- Cupa Serbiei:
  - Semifinalistă: 2013

- Campionatul Poloniei:
  -  Câștigătoare: 2021, 2022, 2023, 2024
  -  Medalie de argint: 2017, 2018, 2019, 2020

- Cupa Poloniei:
  -  Câștigătoare: 2017, 2019, 2020, 2021, 2023, 2024
  -  Finalistă: 2015, 2022